# Haii, Pustomîtî
Haii (în ucraineană Гаї) este un sat în comuna Mîkolaiiv din raionul Pustomîtî, regiunea Liov, Ucraina.

## Demografie
Componența lingvistică a localității Haii
     Ucraineană (99,06%)
     Alte limbi (0,94%)
Conform recensământului din 2001, majoritatea populației localității Haii era vorbitoare de ucraineană (99,06%), existând în minoritate și vorbitori de alte limbi.